# ویندیگستیش
ویندیگستیش (به آلمانی: Windigsteig) یک منطقهٔ مسکونی در اتریش است که در ناحیه وایدهوفن آن در تایا واقع شده‌است. ویندیگستیش ۲۵٫۴۹ کیلومتر مربع مساحت دارد ۴۹۸ متر بالاتر از سطح دریا واقع شده‌است.